# Bill Voce
William Voce, communément appelé Bill Voce, est un joueur de cricket professionnel et international anglais né le 8 août 1909 à Annesley Woodhouse dans le Nottinghamshire et décédé le 6 juin 1984 à Lenton. Ce fast bowler gaucher dispute l'intégralité de sa carrière au sein du Nottinghamshire County Cricket Club et compte vingt-sept sélections avec l'équipe d'Angleterre en Test cricket entre 1930 et 1947.

## Principales équipes
|                         | First-class cricket |
| ----------------------- | ------------------- |
| Nottinghamshire         | 1927 - 1952         |
| Marylebone Cricket Club | 1929-30 - 1946-47   |

## Récompenses
- Un des cinq Wisden Cricketers of the Year de l'année 1933.

## Sélections
- 27 sélections en test cricket de 1930 à 1947